# Вест-Гамбург (Пенсільванія)
Вест-Гамбург (англ. West Hamburg) — переписна місцевість (CDP) в США, в окрузі Беркс штату Пенсільванія. Населення — 1926 осіб (2020).

## Географія
Вест-Гамбург розташований за координатами 40°33′13″ пн. ш. 76°0′7″ зх. д. / 40.55361° пн. ш. 76.00194° зх. д. (40.553664, -76.001979).  За даними Бюро перепису населення США в 2010 році переписна місцевість мала площу 8,80 км², з яких 8,71 км² — суходіл та 0,09 км² — водойми.

## Демографія
Згідно з переписом 2010 року, у переписній місцевості мешкало 1979 осіб у 753 домогосподарствах у складі 513 родин. Густота населення становила 225 осіб/км².  Було 806 помешкань (92/км²).
Расовий склад населення:
| - 97,3 % — білих - 1,1 % — чорних або афроамериканців - 0,2 % — азіатів - 0,1 % — корінних американців - 1,0 % — осіб інших рас |

До двох чи більше рас належало 0,5 %. Частка іспаномовних становила 3,4 % від усіх жителів.
За віковим діапазоном населення розподілялося таким чином: 19,5 % — особи молодші 18 років, 60,3 % — особи у віці 18—64 років, 20,2 % — особи у віці 65 років та старші. Медіана віку мешканця становила 46,1 року. На 100 осіб жіночої статі у переписній місцевості припадало 90,7 чоловіків;  на 100 жінок у віці від 18 років та старших — 90,2 чоловіків також старших 18 років.
Середній дохід на одне домашнє господарство  становив 67 468 доларів США (медіана — 47 083), а середній дохід на одну сім'ю — 81 861 долар (медіана — 56 691). Медіана доходів становила 49 554 долари для чоловіків та 35 385 доларів для жінок. За межею бідності перебувало 20,3 % осіб, у тому числі 47,4 % дітей у віці до 18 років та 7,7 % осіб у віці 65 років та старших.
Цивільне працевлаштоване населення становило 878 осіб. Основні галузі зайнятості: освіта, охорона здоров'я та соціальна допомога — 22,2 %, роздрібна торгівля — 17,4 %, виробництво — 13,0 %, науковці, спеціалісти, менеджери — 10,9 %.